# 福井陽翔人
福井 陽翔人（ふくい ひかと、1995年7月20日 - ）は北海道出身の日本のエンターテイナー、パフォーマンスアーティスト、マジシャン、実業家、バーテンダー。

## 概略
北海道河東郡音更町出身。北海道札幌市在住。
幼少期よりマジックを独学で始め、マイム、ジャグリング、ダンス、音楽、演劇など様々なエンターテイメントに触れイベント会社からのスカウトによりプロのパフォーマーとなる。芸名は飛花/HIKA。
地元北海道での大会で優勝し、その後一度は京都、神戸に移り住むが現在は北海道札幌市に住んでいる。
福井陽翔人として京都のノンバーバルパフォーマンス ギア-GEAR-に出演しその後本名での活動が増える。
ショーの出演だけでなく演出や指導なども行いテーマパークのショー演出なども手がける。
有限会社D&Bの取締役となり飲食店のディレクション、コンサルティングをも行なっている。

## 来歴と補足
1995年、北海道河東郡音更町にて誕生。
小学生の時父親のインチキマジックに騙され悔しくてマジックを独学で始める。
キグレサーカスや地元の大道芸フェスに興味を持ちエンターテイメントの世界へ深く憧れを持つ。
2008年、旭川高専へ通いながら旭川買物公園通りを中心に大道芸を始める。
同年、旭川のバーにてマジックをレギュラーで行う。
2012年、札幌へ拠点を移し静岡のイベント会社の社長よりスカウトを受け専属のプロパフォーマーとなり北海道営業部長になる。その後様々なイベントへ出演しフリーのパフォーマーとなる。
2016年、北海道グリーンランドパフォーマンスグランプリ優勝。
2017年、活動拠点を京都へ移す。
同年、戦グループ飲食店店舗展開のエンターテイメントプロデューサーとなる。
2018年、ノンバーバルパフォーマンス「ギア-GEAR-」マジックパートレギュラーとなる。
2020年、ノンバーバルパフォーマンス「ギア-GEAR-」を卒業。
同年、Bar Jam NOT開業。
2022年、有限会社D&B代表取締役就任。